# El Portillo, Santiago Matatlán
El Portillo är en ort i Mexiko.   Den ligger i kommunen Santiago Matatlán och delstaten Oaxaca, i den sydöstra delen av landet, 400 km sydost om huvudstaden Mexico City. El Portillo ligger 1 947 meter över havet och antalet invånare är 117.
Terrängen runt El Portillo är kuperad åt sydost, men åt nordväst är den bergig. Runt El Portillo är det mycket glesbefolkat, med 3 invånare per kvadratkilometer. Närmaste större samhälle är Tlacolula de Matamoros, 13,3 km norr om El Portillo. Trakten runt El Portillo består i huvudsak av gräsmarker.